# Citrus × junos
L'arancio yuzu (Citrus × junos Siebold ex Yu.Tanaka) (giapponese ユズ, 柚, 柚子 (yuzu); coreano 유자 (yuja); entrambi derivati dal cinese 柚子, yòuzi) è un albero da frutto della famiglia delle Rutacee distribuito nell'Asia orientale. Si pensa che sia un ibrido tra  C. cavaleriei × C. reticulata × C. maxima.

## Descrizione

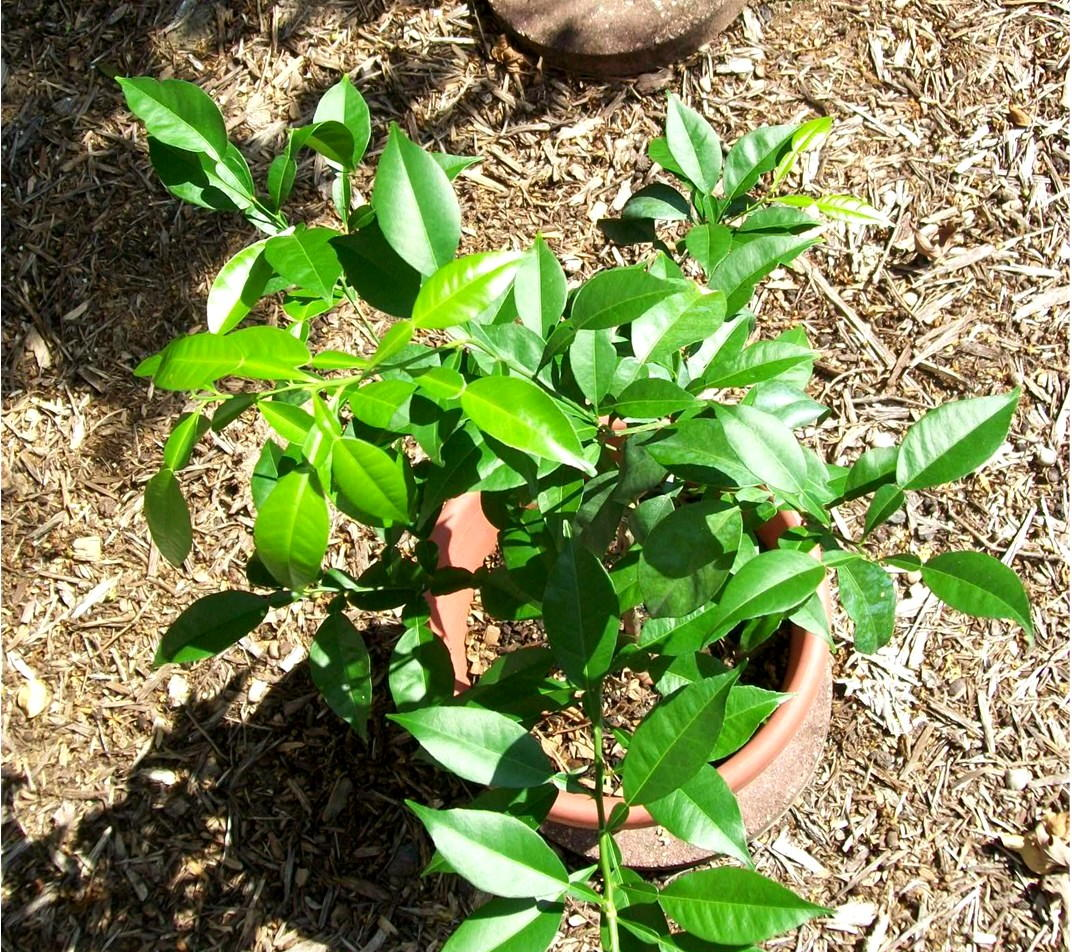
Una pianta di yuzu

Il frutto, molto aromatico, ha un diametro solitamente compreso tra 5,5 e 7,5 centimetri, arrivando talvolta anche a 10 centimetri. Tuttavia possono diventare grandi quanto un pompelmo di dimensioni medie.                                                                     Assomiglia a una clementina gialla con una buccia irregolare e può assumere un colorito giallo o verde a seconda del grado di maturazione. 
Il Citrus sudachi è un agrume giapponese della prefettura di Tokushima (un incrocio tra yuzu e mandarino)
La pianta dello yuzu è a forma di arbusto, che comunemente presenta numerose spine. Le foglie sono caratterizzate da un grande picciolo a forma di foglia, simile a quello del lime makrut e dell'ichang papeda, e hanno una fragranza forte.

## Distribuzione e habitat
È originario della Cina centrale e del Tibet, e venne introdotto durante la dinastia Tang in Corea e Giappone, nei quali viene coltivato più estensivamente. Ha un tempo di crescita lento, perciò, per abbreviare il tempo di fruttificazione può essere innestato sul karatachi (P. trifoliata). È insolito tra le piante di agrumi di essere resistenti al gelo, e può essere coltivato in regioni con inverni aventi temperature fino a -7 °C, dove gli agrumi più sensibili non crescerebbero.

## Usi
È un frutto che grazie alle particolari proprietà organolettiche e al suo caratteristico sapore viene molto utilizzato in cucina, soprattutto in quella giapponese, coreana e occidentale.
In giappone, la produzione nazionale di yuzu è di circa 27.000 tonnellate (2016).

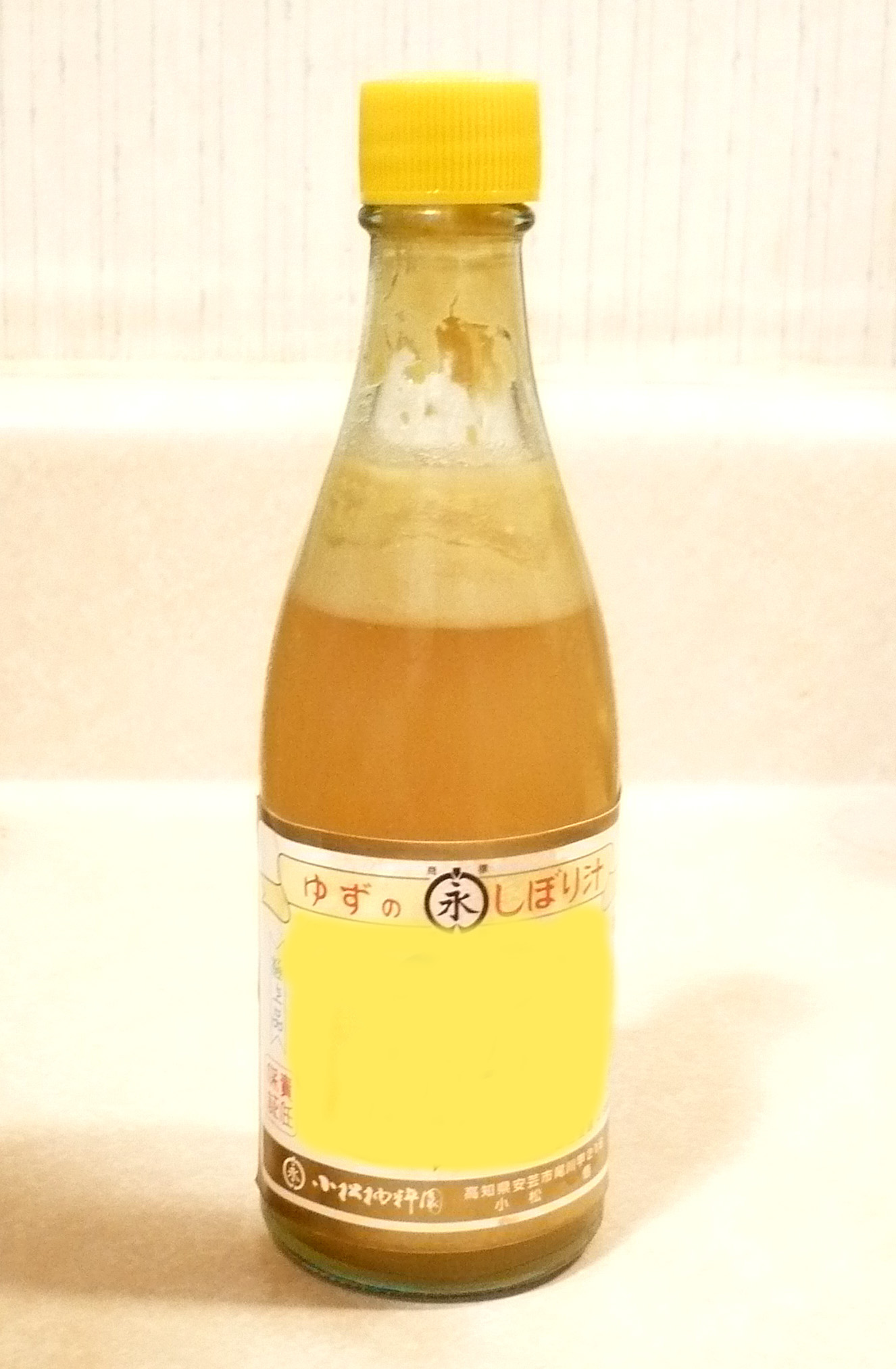
Aceto di yuzu